# Journal de la Défense
 (février 2023).
 (février 2023).
Créé en 2006, le Journal de la Défense (#JDEF) est un magazine télévisé mensuel réalisé par la DICOD et coproduit en collaboration avec l'ECPAD. Il est diffusé actuellement sur la chaîne LCP - Assemblée nationale.

## Faits notables
- En septembre 2012, le Journal de la Défense change son habillage graphique
- Le 28 novembre 2014, une convention de trois ans pour la production et la diffusion du magazine est signée entre Pierre Bayle, directeur de la DICoD, et Eric Moniot, secrétaire général et directeur des programmes de la chaîne parlementaire.
- 2015 : lancement de la nouvelle ligne éditoriale et l'habillage graphique du Journal de la Défense (#JDEF).
- En octobre 2016, le magazine TV fête ses dix ans d'existence[1],[2].
- À partir du 16 septembre 2018, le Journal de la Défense est diffusé tous les dimanches[3] à 19h30 sur LCP – AN.
- En décembre 2018, le magazine passe au format mensuel de 26 minutes.
- En octobre 2021, le magazine change son habillage.
- En novembre 2022, l'accord de diffusion entre le ministère des Armées et LCP – AN est renouvelé.

## Diffusion
Le Journal de la Défense est diffusé en exclusivité sur le canal 13 de la TNT (La Chaîne parlementaire) ainsi que sur les différents canaux de LCP-AN à temps complet.
Il reste ensuite accessible via différents supports internet.